# Aenictus camposi
Aenictus camposi é uma espécie de formiga do gênero Aenictus.